# Poney français de selle
Le poney français de selle est une race de poney française d'origine récente. Elle est créée en 1969 afin de répondre aux besoins de jeunes cavaliers désirant des montures adaptées à leur taille. La race est gérée par l'Association nationale du poney français de selle (ANPFS) qui s'occupe du livre Généalogique de la race et agrée les reproducteurs. Le poney français de selle doit ressembler à un petit cheval, mais il n'a pas de caractéristiques spécifiques en raison de l'hétérogénéité des races qui le composent. C'est un poney taillé pour les compétitions de CSO, de CCE et de dressage, qui est aussi très utilisé pour le loisir et l'enseignement.

## Histoire
Le poney français de selle est d'origine récente. Il est né en 1969 grâce à l'initiative de l’Association française du poney de croisement, désireuse de faire produire, sélectionner et valoriser ces poneys dans l’optique de produire un poney de sport. Pour cela, elle crée le stud-book du poney de croisement, qui reste très ouvert jusqu'en 1991, et donne les premiers agréments d’étalons poneys. En 1976, les ponettes autochtone de France sont recensées.
Les premiers croisements sont réalisés entre ces ponettes autochtones comme le Pottok, et des étalons de races anglaises, irlandaises ou arabes, Connemara, New forest, Welsh et Pur-sang arabe.
C'est en 1991 que le poney de croisement est rebaptisé poney français de selle. L’Association nationale du poney français de selle et du poney de sport (ANPFS) continue à gérer le livre généalogique de la race et à agréer les reproducteurs. Ceux-ci doivent appartenir à la race ou à l'une des races admises dans la grille de croisement. Depuis les années 2000, les apports de sang ont évolué et les éleveurs font appel à des étalons reproducteurs allemands, néerlandais et belges. Tous les étalons doivent être agréés par une commission. L'association organise aussi chaque année au mois d'août une importante manifestation : le Sologn'Pony.

## Description

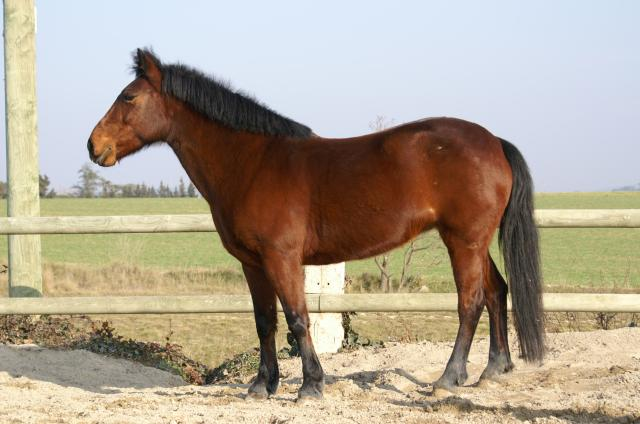
Ponette français de selle au modèle.

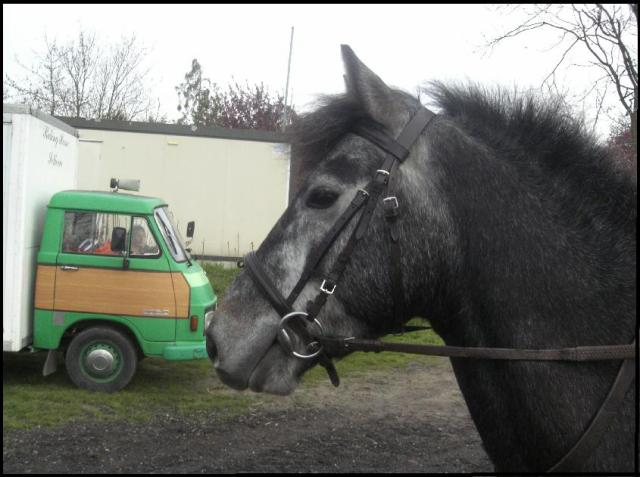
Tête d'un Poney français de selle.

Le poney français de selle est recherché aussi proche que possible du cheval de sport en modèle réduit. Sa taille va de 1,25 m à 1,48 m et il n'existe pas de standard de race car il est assez différent suivant l'origine des races qui le composent. Le critère recherché est l'apparence du petit cheval de selle. La tête a un profil rectiligne ou légèrement convexe. Les yeux sont vifs, les oreilles petites et la crinière fournie. Ce poney doit être harmonieux, équilibré, distingué avec un dos solide, des aplombs réguliers, une bonne épaule et un garrot bien sorti. La croupe est puissante, et il est bon porteur.Une poitrine large et profonde annonce de bonnes dispositions pour le saut. Toutes les robes sont admises.

### Tempérament et entretien
Destiné avant tout aux enfants, ce poney doit faire preuve d'un bon caractère et se révèle le plus souvent docile, mais en raison de son influx de sang, il reste relativement vif. Il est assez rustique.

### Sélection
Les éleveurs de poneys français de selle n'ont pas de chef de race et en recherchent toujours un. L'orientation de l'élevage est essentiellement sportive. Si l'hétérogénéité des ascendants est très présente dans la production, elle doit tout de même répondre à une grille particulière où seuls certains croisement sont autorisés pour produire du poney français de selle. Il en est de même pour les étalons qui, bien qu'appartenant à une race autorisée par le stud-book, doivent aussi être agréé dans la race pour reproduire en poney français de selle.
| Étalons agréés à la monte | Juments saillies                                                       |
| --- | ---------------------------------------------------------------------- |
| Arabe approuvé pour produire en PFS                                                                                          | Poney français de selle, Connemara, New forest, Welsh, Landais, Poney. |
| Connemara approuvé pour produire en PFS                                                                                      | Poney français de selle, New forest, Welsh, Landais, Poney.            |
| Poney français de selle approuvé pour produire en PFS                                                                        | Poney français de selle, Connemara, New forest, Welsh, Landais, Poney. |
| New Forest approuvé pour produire en PFS                                                                                     | Poney français de selle, Connemara, Welsh, Landais, Poney.             |
| Welsh approuvé pour produire en PFS                                                                                          | Poney français de selle, Connemara, New forest, Landais, Poney.        |
| Landais approuvé pour produire en PFS                                                                                        | Poney français de selle, Connemara, New forest, Welsh, Landais, Poney. |
| Dartmoor approuvé pour produire en PFS                                                                                       | Poney français de selle, Connemara, New forest, Welsh, Landais, Poney. |
| Pottok approuvé pour produire en PFS                                                                                         | Poney français de selle, Connemara, New forest, Welsh, Landais, Poney. |
| Etalon Arabe, Poney français de selle, Connemara, New forest, Welsh, Landais, Dartmoor, Pottok approuvé pour produire en PFS | Ponette approuvée pour produire en PFS                                 |
| Etalon approuvé pour produire en PFS (sous certaines conditions)                                                             | Poney français de selle, Connemara, New forest, Welsh, Landais, Poney. |

## Utilisations
Monture polyvalente, le poney français de selle est en principe destiné aux enfants cavaliers de 8 à 15 ans, mais sa taille permet généralement aux adultes de le monter également . Il participe à de nombreuses disciplines sportives, comme le CSO, le CCE et le Dressage mais aussi ludiques, comme l'attelage, les pony games et la randonnée. Il est également très présent dans les poneys clubs où il sert de poney d'instruction la semaine et devient un poney de concours le week-end.

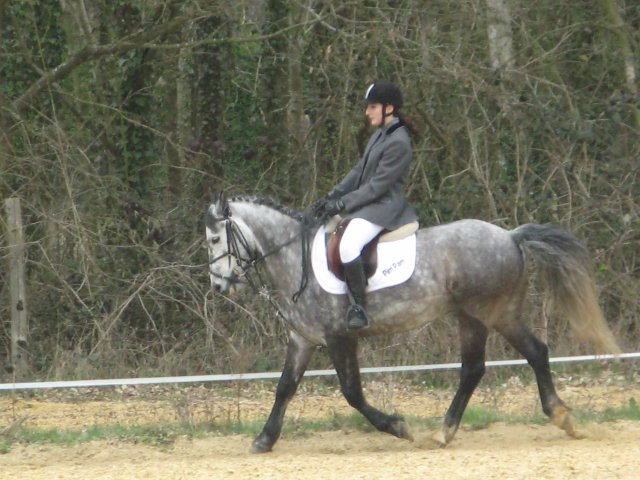
Poney français de selle lors d'un concours de dressage.
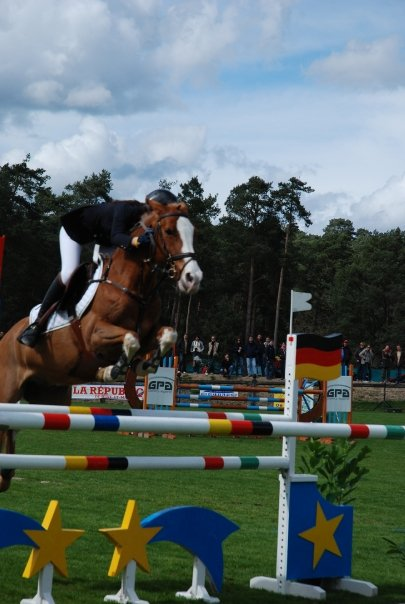
Poney français de selle lors d'une compétition de saut d'obstacles.
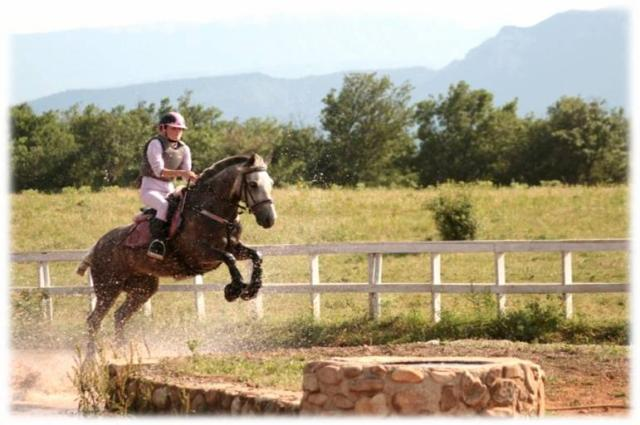
Poney français de selle sur un cross.
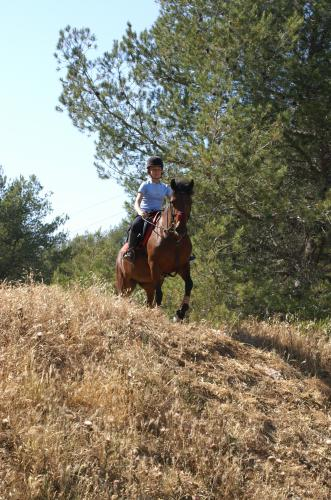
Pratique en loisir avec un poney français de selle.

## Quelques poneys français de selle renommés
- Jimmerdor de Florys, gagnant au CSIP-A Grand Prix International et 2e de l'Open 2007 Grand Prix Elite[6] et 4° des championnats de France As poney élite excellence 2013.
- Heliot de Blonde, 10e du CSIP-A en 2003 de Cinzano (Italie) et 6e du Grand Prix du CSIP de Courlans[7].
- Mon Nantano de Florys, double champion d'Europe 2011 en CCE[8],[3].
- Quabar des Monceaux, 2e des Championnats de France As Poney Elite Excellence CSO  à Lamotte Beuvron (2013), 7e des Championnats d'Europe d'Arezzo en 2013, vainqueur de 8 Grand Prix durant la saison 2013 - 2014, double champion de France As Poney Elite Excellence à Lamotte Beuvron (2014 et 2015), double champion d'Europe 2014 en CSO[9],[10],[11].

## Diffusion de l'élevage
L'élevage de poney français de selle est présent sur tout le territoire français, mais plus particulièrement en Mayenne, en Normandie et en Bretagne. Le poney français de selle s'exporte aussi de plus en plus à l’étranger où il est vendu pour la compétition de haut niveau.
En 2007, on recensait 1143 poneys immatriculés par l'ANPFS, soit 30 % du total des immatriculations totales de poneys. Cette même année 1343 ponettes PFS ont été saillies et 1652 ponettes ont été saillies pour produire du poney français de selle. On comptait aussi 126 étalons poney français de selle en activité.
|                                                            | 2001 | 2004 | 2007 |
| ---------------------------------------------------------- | ---- | ---- | ---- |
| Ponettes français de selle saillies                        | 978  | 1173 | 1343 |
| Ponettes saillies pour produire du poney français de selle | 1754 | 1777 | 1652 |
| Étalons poney français de selle en activité                | 111  | 105  | 126  |

| 1980 | 1985 | 1990 | 1995 | 2000 | 2003 | 2007 |
| ---- | ---- | ---- | ---- | ---- | ---- | ---- |
| 185  | 317  | 657  | 1493 | 1371 | 1296 | 1143 |